# Rosmalen Grass Court Championships
Rosmalen Grass Court Championships, раніше UNICEF Open, Ordina Open — відкритий професійний тенісний турнір. Проводиться, як серед жінок, так і чоловіків. Турнір заснований у 1990 році. Проводиться в 'с-Гертогенбос, Нідерланди.
У 2010 переможцем чоловічого турніру став українець Сергій Стаховський.

## Фінали

### Чоловіки, одиночний розряд
| Рік        | Чемпіон                            | Фіналіст                           | Рахунок                            |
| ---------- | ---------------------------------- | ---------------------------------- | ---------------------------------- |
| 2025       | Габрієль Діалло                    | Зізу Берґс                         | 7–5, 7–6(10–8)                     |
| 2024       | Алекс де Мінор                     | Себастьян Корда                    | 6–2, 6–4                           |
| 2023       | Таллон Ґрікспор                    | Джордан Томпсон                    | 6–7(4–7), 7–6(7–3), 6–3            |
| 2022       | Тім ван Рейтговен                  | Данило Медведєв                    | 6–4, 6–1                           |
| 2020– 2021 | Не проводився через Епідемію COVID | Не проводився через Епідемію COVID | Не проводився через Епідемію COVID |
| 2019       | Адріан Маннаріно                   | Джордан Томпсон                    | 7–6(9–7), 6–3                      |
| 2018       | Рішар Гаске                        | Жеремі Шарді                       | 6–3, 7–6(7–5)                      |
| 2017       | Жіль Мюллер                        | Іво Карлович                       | 7–6(7–5), 7–6(7–4)                 |
| 2016       | Ніколя Маю (3)                     | Жіль Мюллер                        | 6–4, 6–4                           |
| 2015       | Ніколя Маю (2)                     | Давід Ґоффен                       | 7–6(7–1), 6–1                      |
| 2014       | Роберто Баутіста Аґут              | Бенжамін Бекер                     | 2–6, 7–6(7–2), 6–4                 |
| 2013       | Ніколя Маю                         | Стен Вавринка                      | 6–3, 6–4                           |
| 2012       | Давид Феррер (2)                   | Філіпп Пецшнер                     | 6–3, 6–4                           |
| 2011       | Дмитро Турсунов                    | Іван Додіг                         | 6–3, 6–2                           |
| 2010       | Сергій Стаховський                 | Янко Типсаревич                    | 6–3, 6–0                           |
| 2009       | Бенжамін Бекер                     | Рамон Слюйтер                      | 7–5, 6–3                           |
| 2008       | Давид Феррер                       | Марк Жікель                        | 6–4, 6–2                           |
| 2007       | Іван Любичич                       | Петер Весселс                      | 7–6(7–5), 4–6, 7–6(7–4)            |
| 2006       | Маріо Анчич (2)                    | Ян Герних                          | 6–0, 5–7, 7–5                      |
| 2005       | Маріо Анчич                        | Мікаель Льодра                     | 7–5, 6–4                           |
| 2004       | Мікаель Льодра                     | Гільєрмо Кор'я                     | 6–3, 6–4                           |
| 2003       | Шенг Схалкен (2)                   | Арно Клеман                        | 6–3, 6–4                           |
| 2002       | Шенг Схалкен                       | Арно Клеман                        | 3–6, 6–3, 6–2                      |
| 2001       | Ллейтон Г'юїтт                     | Гільєрмо Каньяс                    | 6–3, 6–4                           |
| 2000       | Патрік Рафтер (3)                  | Ніколя Ескюде                      | 6–1, 6–3                           |
| 1999       | Патрік Рафтер (2)                  | Андрей Павел                       | 3–6, 7–6(9–7), 6–4                 |
| 1998       | Патрік Рафтер                      | Мартін Дамм                        | 7–6(7–2), 6–2                      |
| 1997       | Ріхард Крайчек (2)                 | Гійом Рау                          | 6–4, 7–6(9–7)                      |
| 1996       | Річі Ренеберг                      | Стефан Сіміан                      | 6–4, 6–0                           |
| 1995       | Кароль Кучера                      | Андерс Яррід                       | 7–6(9–7), 7–6(7–4)                 |
| 1994       | Ріхард Крайчек                     | Карстен Браш                       | 6–3, 6–4                           |
| 1993       | Арно Боеч                          | Веллі Месур                        | 3–6, 6–3, 6–3                      |
| 1992       | Міхаель Штіх                       | Джонатан Старк                     | 6–4, 7–5                           |
| 1991       | Крістіан Сакіану                   | Міхіл Схаперс                      | 6–1, 3–6, 7–5                      |
| 1990       | Амос Мансдорф                      | Олександр Волков                   | 6–3, 7–6                           |

### Жінки, одиночний розряд
| Рік        | Чемпіонка                          | Фіналістка                         | Рахунок                            |
| ---------- | ---------------------------------- | ---------------------------------- | ---------------------------------- |
| 2025       | Елісе Мертенс                      | Елена-Габрієла Русе                | 6–3, 7–6(7–4)                      |
| 2024       | Людмила Самсонова                  | Б'янка Андреєску                   | 4–6, 6–3, 7–5                      |
| 2023       | Катерина Олександрова (2)          | Вероніка Кудерметова               | 4–6, 6–4, 7–6(7–3)                 |
| 2022       | Катерина Олександрова              | Аріна Соболенко                    | 7–5, 6–0                           |
| 2020– 2021 | Не проводився через Епідемію COVID | Не проводився через Епідемію COVID | Не проводився через Епідемію COVID |
| 2019       | Алісон Ріск                        | Кікі Бертенс                       | 0–6, 7–6(7–3), 7–5                 |
| 2018       | Александра Крунич                  | Кірстен Фліпкенс                   | 6–7(0–7), 7–5, 6–1                 |
| 2017       | Анетт Контавейт                    | Наталія Вихлянцева                 | 6-2, 6-3                           |
| 2016       | Коко Вандевей (2)                  | Крістіна Младенович                | 7–5, 7–5                           |
| 2015       | Каміла Джорджі                     | Белінда Бенчич                     | 7–5, 6–3                           |
| 2014       | Коко Вандевей                      | Чжен Цзє                           | 6–2, 6–4                           |
| 2013       | Симона Халеп                       | Кірстен Фліпкенс                   | 6–4, 6–2                           |
| 2012       | Надія Петрова                      | Уршуля Радванська                  | 6-4, 6-3                           |
| 2011       | Роберта Вінчі                      | Єлена Докич                        | 6–7(7–9), 6–3, 7–5                 |
| 2010       | Жустін Енен                        | Андреа Петкович                    | 3–6, 6–3, 6–4                      |
| 2009       | Тамарін Танасугарн                 | Яніна Вікмаєр                      | 6–3, 7–5                           |
| 2008       | Тамарін Танасугарн                 | Дінара Сафіна                      | 7–5, 6–3                           |
| 2007       | Анна Чакветадзе                    | Єлена Янкович                      | 7–6(7–2), 3–6, 6–3                 |
| 2006       | Міхаелла Крайчек                   | Дінара Сафіна                      | 6–3, 6–4                           |
| 2005       | Клара Коукалова                    | Луціє Шафарова                     | 3–6, 6–2, 6–2                      |
| 2004       | Марі П'єрс                         | Клара Коукалова                    | 7–6(8–6), 6–2                      |
| 2003       | Кім Клейстерс                      | Жустін Енен                        | 6–7(4–7), 3–0, знялася             |
| 2002       | Елені Даніліду                     | Олена Дементьєва                   | 3–6, 6–2, 6–3                      |
| 2001       | Жустін Енен                        | Кім Клейстерс                      | 6–4, 3–6, 6–3                      |
| 2000       | Мартіна Хінгіс                     | Руксандра Драгомір                 | 6–2, 3–0, знялася                  |
| 1999       | Крістіна Бранді                    | Сільвія Талая                      | 6–0, 3–6, 6–1                      |
| 1998       | Жулі Алар-Декюжі                   | Міріам Ореманс                     | 6–3, 6–4                           |
| 1997       | Руксандра Драгомір                 | Міріам Ореманс                     | 5–7, 6–2, 6–4                      |
| 1996       | Анке Губер                         | Гелена Сукова                      | 6–4, 7–6                           |

### Чоловіки, парний розряд
| Рік        | Чемпіони                             | Фіналісти                             | Рахунок                            |
| ---------- | ------------------------------------ | ------------------------------------- | ---------------------------------- |
| 2025       | Меттью Ебден Джордан Томпсон         | Джуліан Кеш Ллойд Ґласспул            | 6–4, 3–6, [10–7]                   |
| 2024       | Натаніел Ламмонс Джексон Вітроу      | Веслі Колгоф Нікола Мектич            | 7–6(7–5), 7–6(7–3)                 |
| 2023       | Веслі Колгоф (2) Ніл Скупскі (2)     | Ґонсало Ескобар Олександр Недовєсов   | 7–6(7–1), 6–2                      |
| 2022       | Веслі Колгоф Ніл Скупскі             | Меттью Ебден Макс Перселл             | 6–4, 5–7, [10–6]                   |
| 2020– 2021 | Не проводився через Епідемію COVID   | Не проводився через Епідемію COVID    | Не проводився через Епідемію COVID |
| 2019       | Домінік Інглот (2) Остін Крайчек     | Маркус Даніелл Веслі Колгоф           | 6–4, 4–6, [10–4]                   |
| 2018       | Домінік Інглот Франко Шкугор         | Равен Класен Майкл Вінус              | 7–6(7–3), 7–5                      |
| 2017       | Лукаш Кубот (2) Марсело Мело         | Равен Класен Ражів Рам                | 6–3, 6–4                           |
| 2016       | Мате Павич Майкл Вінус               | Домінік Інглот Равен Класен           | 3–6, 6–3, [11–9]                   |
| 2015       | Іво Карлович Лукаш Кубот             | П'єр-Юг Ербер Ніколя Маю              | 6–2, 7–6(11–9)                     |
| 2014       | Жан-Жульєн Роєр Горія Текеу (4)      | Сантьяго Гонсалес Скотт Ліпскі        | 6–3, 7–6(7–3)                      |
| 2013       | Максим Мирний Горія Текеу (3)        | Андре Бегеманн Мартін Еммріх          | 6–3, 7–6(7–4)                      |
| 2012       | Роберт Ліндстедт (2) Горія Текеу (2) | Хуан Себастьян Кабаль Дмитро Турсунов | 6–3, 7–6(7–1)                      |
| 2011       | Даніеле Браччалі Франтішек Чермак    | Роберт Ліндстедт Горія Текеу          | 6–3, 2–6, [10–8]                   |
| 2010       | Роберт Ліндстедт Горія Текеу         | Лукаш Длоуги Леандер Паес             | 1–6, 7–5, [10–7]                   |
| 2009       | Веслі Муді Дік Норман                | Юган Брунстрем Жан-Жульєн Роєр        | 7–6(7–3), 6–7(8–10), [10–5]        |
| 2008       | Маріо Анчич Юрген Мельцер            | Магеш Бгупаті Леандер Паес            | 7–6(7–5), 6–3                      |
| 2007       | Джефф Кутзе Рогір Вассен             | Мартін Дамм Леандер Паес              | 3–6, 7–6(7–5), [12–10]             |
| 2006       | Мартін Дамм (5) Леандер Паес         | Арно Клеман Кріс Гаггард              | 6–1, 7–6(7–3)                      |
| 2005       | Цирил Сук (5) Павел Візнер (2)       | Томаш Цибулець Леош Фридль            | 6–3, 6–4                           |
| 2004       | Мартін Дамм (4) Цирил Сук (4)        | Ларс Бургсмюллер Ян Вацек             | 6–3, 6–7(7–9), 6–3                 |
| 2003       | Мартін Дамм (3) Цирил Сук (3)        | Доналд Джонсон Леандер Паес           | 7–5, 7–6(7–4)                      |
| 2002       | Мартін Дамм (2) Цирил Сук (2)        | Паул Гаргейс Браян Макфі              | 7–6(8–6), 6–7(6–8), 6–4            |
| 2001       | Паул Гаргейс (3) Шенг Схалкен        | Мартін Дамм Цирил Сук                 | 6–4, 6–4                           |
| 2000       | Мартін Дамм Цирил Сук                | Паул Гаргейс Сендон Столл             | 6–4, 6–7(5–7), 7–6(7–5)            |
| 1999       | Not held due to rain                 | Not held due to rain                  | Not held due to rain               |
| 1998       | Гійом Рау Ян Сімерінк (2)            | Джошуа Ігл Ендрю Флорент              | 7–6, 6–2                           |
| 1997       | Якко Елтінг Паул Гаргейс (2)         | Тревор Кронеманн Девід Макферсон      | 6–4, 7–5                           |
| 1996       | Пол Кілдеррі Павел Візнер            | Андерс Яррід Деніел Нестор            | 7–5, 6–3                           |
| 1995       | Ріхард Крайчек Ян Сімерінк           | Гендрік Ян Давідс Андрій Ольховський  | 7–5, 6–3                           |
| 1994       | Стефен Нотебом Фернон Вібір          | Петер Нюборґ Дієго Наргісо            | 6–3, 1–6, 7–6                      |
| 1993       | Патрік Макінрой Джонатан Старк       | Девід Адамс Андрій Ольховський        | 7–6, 1–6, 6–4                      |
| 1992       | Джим Грабб Річі Ренеберг             | Джон Макінрой Міхаель Штіх            | 6–4, 6–7, 6–4                      |
| 1991       | Гендрік Ян Давідс Паул Гаргейс       | Ріхард Крайчек Ян Сімерінк            | 6–3, 7–6                           |
| 1990       | Якоб Гласек Міхаель Штіх             | Джим Грабб Патрік Макінрой            | 7–6, 6–3                           |

### Жінки, парний розряд
| Рік        | Чемпіонки                                      | Фіналістки                                      | Рахунок                            |
| ---------- | ---------------------------------------------- | ----------------------------------------------- | ---------------------------------- |
| 2025       | Ірина Хромачова Фанні Штоллар                  | Ніколь Меліхар Людмила Самсонова                | 7–5, 6–3                           |
| 2024       | Інгрід Ніл Бібіана Схофс                       | Тереза Михалкова Олівія Ніколлс                 | 7–6(8–6), 6–3                      |
| 2023       | Аояма Сюко (2) Ена Сібахара                    | Вікторія Грунчакова Тереза Михалкова            | 6–3, 6–3                           |
| 2022       | Еллен Перес Тамара Зіданшек                    | Вероніка Кудерметова Елісе Мертенс              | 6–3, 5–7, [12–10]                  |
| 2020– 2021 | Не проводився через Епідемію COVID             | Не проводився через Епідемію COVID              | Не проводився через Епідемію COVID |
| 2019       | Аояма Сюко Александра Крунич                   | Леслей Керкгове Бібіане Схофс                   | 7–5, 6–3                           |
| 2018       | Елізе Мертенс Демі Схюрс                       | Кікі Бертенс Кірстен Фліпкенс                   | 3–3, припинили боротьбу            |
| 2017       | Домініка Цібулкова Кірстен Фліпкенс            | Кікі Бертенс Демі Схюрс                         | 4–6, 6–4, [10–6]                   |
| 2016       | Оксана Калашнікова Ярослава Шведова            | Ксенія Кнолль Александра Крунич                 | 6–1, 6–1                           |
| 2015       | Аша Мухаммад Лаура Зігемунд                    | Єлена Янкович Анастасія Павлюченкова            | 6–3, 7–5                           |
| 2014       | Марина Еракович (2) Арантча Парра Сантонха     | Міхаелла Крайчек Крістіна Младенович            | 0–6, 7–6(7–5), [10–8]              |
| 2013       | Ірина-Камелія Бегу Анабель Медіна Ґарріґес (2) | Домініка Цибулькова Арантча Парра Сантонха      | 4–6, 7–6(7–3), [11–9]              |
| 2012       | Сара Еррані (2) Роберта Вінчі                  | Марія Кириленко Надія Петрова                   | 6–4, 3–6, [11–9]                   |
| 2011       | Барбора Заглавова-Стрицова Клара Закопалова    | Домініка Цибулькова Флавія Пеннетта             | 1–6, 6–4, [10–7]                   |
| 2010       | Алла Кудрявцева Анастасія Родіонова            | Ваня Кінґ Ярослава Шведова                      | 3–6, 6–3, [10–8]                   |
| 2009       | Сара Еррані Флавія Пеннетта                    | Міхаелла Крайчек Яніна Вікмаєр                  | 6–4, 5–7, [13–11]                  |
| 2008       | Марина Еракович Міхаелла Крайчек               | Ліга Декмейєре Анджелік Кербер                  | 6–3, 6–2                           |
| 2007       | Чжань Юнжань Чжуан Цзяжун                      | Анабель Медіна Ґарріґес Вірхінія Руано Паскуаль | 7–5, 6–2                           |
| 2006       | Янь Цзи Чжен Цзє                               | Ана Іванович Марія Кириленко                    | 3–6, 6–2, 6–2                      |
| 2005       | Анабель Медіна Ґарріґес Дінара Сафіна          | Івета Бенешова Нурія Льягостера Вівес           | 6–4, 2–6, 7–6(13–11)               |
| 2004       | Лайза Макші Мілагрос Секера                    | Єлена Костанич Клодін Шоль                      | 7–6(7–3), 6–3                      |
| 2003       | Олена Дементьєва Ліна Красноруцька             | Марі П'єрс Надія Петрова                        | 2–6, 6–3, 6–4                      |
| 2002       | Кетрін Барклі Мартіна Мюллер                   | Б'янка Ламаде Магдалена Малеєва                 | 6–4, 7–5                           |
| 2001       | Руксандра Драгомір-Іліє Надія Петрова          | Кім Клейстерс Міріам Ореманс                    | 7–6(7–5), 6–7(5–7), 6–4            |
| 2000       | Еріка де Лоун Ніколь Пратт                     | Кетрін Барклі Каріна Габшудова                  | 7–6(8–6), 4–3 знялася              |
| 1999       | Сільвія Фаріна Ріта Гранде                     | Кара Блек Крісті Богерт                         | 7–5, 7–6(7–2)                      |
| 1998       | Сабін Аппельманс Міріам Ореманс                | Каталіна Кристя Ева Меліхарова                  | 6–7(4–7), 7–6(8–6), 7–6(7–5)       |
| 1997       | Ева Меліхарова Гелена Вілдова                  | Каріна Габшудова Флоренсія Лабат                | 6–3, 7–6(8–6)                      |
| 1996       | Лариса Савченко-Нейланд Бренда Шульц-Маккарті  | Крісті Богерт Гелена Сукова                     | 6–4, 7–6(9–7)                      |